# Montsauvi
Montsauvi (en francès Montsalvy) és un municipi francès situat al departament de Cantal i a la regió d'Alvèrnia-Roine-Alps. L'any 2007 tenia 890 habitants.

## Demografia

### Població
El 2007 la població de fet de Montsalvy era de 890 persones. Hi havia 368 famílies de les quals 140 eren unipersonals (52 homes vivint sols i 88 dones vivint soles), 116 parelles sense fills, 96 parelles amb fills i 16 famílies monoparentals amb fills.
La població ha evolucionat segons el següent gràfic:
Habitants censats

### Habitatges
El 2007 hi havia 550 habitatges, 391 eren l'habitatge principal de la família, 106 eren segones residències i 53 estaven desocupats. 430 eren cases i 119 eren apartaments. Dels 391 habitatges principals, 271 estaven ocupats pels seus propietaris, 97 estaven llogats i ocupats pels llogaters i 23 estaven cedits a títol gratuït; 3 tenien una cambra, 32 en tenien dues, 76 en tenien tres, 134 en tenien quatre i 146 en tenien cinc o més. 262 habitatges disposaven pel capbaix d'una plaça de pàrquing. A 192 habitatges hi havia un automòbil i a 124 n'hi havia dos o més.

### Piràmide de població
La piràmide de població per edats i sexe el 2009 era:
| Homes | Edats   | Dones |
| ----- | ------- | ----- |
| 0     | 95 o +  | 4     |
| 4     | 90 a 94 | 12    |
| 16    | 85 a 89 | 20    |
| 12    | 80 a 84 | 40    |
| 32    | 75 a 79 | 24    |
| 44    | 70 a 74 | 40    |
| 20    | 65 a 69 | 40    |
| 8     | 60 a 64 | 24    |
| 24    | 55 a 59 | 12    |
| 40    | 50 a 54 | 36    |
| 28    | 45 a 49 | 20    |
| 40    | 40 a 44 | 36    |
| 24    | 35 a 39 | 20    |
| 28    | 30 a 34 | 8     |
| 40    | 25 a 29 | 20    |
| 12    | 20 a 24 | 24    |
| 32    | 15 a 19 | 24    |
| 24    | 10 a 14 | 4     |
| 20    | 5 a 9   | 12    |
| 20    | 0 a 4   | 4     |

## Economia
El 2007 la població en edat de treballar era de 461 persones, 349 eren actives i 112 eren inactives. De les 349 persones actives 333 estaven ocupades (185 homes i 148 dones) i 16 estaven aturades (6 homes i 10 dones). De les 112 persones inactives 49 estaven jubilades, 22 estaven estudiant i 41 estaven classificades com a «altres inactius».

### Ingressos
El 2009 a Montsalvy hi havia 395 unitats fiscals que integraven 826,5 persones, la mediana anual d'ingressos fiscals per persona era de 15.743 €.

### Activitats econòmiques
Dels 67 establiments que hi havia el 2007, 2 eren d'empreses extractives, 2 d'empreses alimentàries, 1 d'una empresa de fabricació d'altres productes industrials, 13 d'empreses de construcció, 14 d'empreses de comerç i reparació d'automòbils, 4 d'empreses de transport, 7 d'empreses d'hostatgeria i restauració, 4 d'empreses financeres, 4 d'empreses immobiliàries, 2 d'empreses de serveis, 11 d'entitats de l'administració pública i 3 d'empreses classificades com a «altres activitats de serveis».
Dels 24 establiments de servei als particulars que hi havia el 2009, 1 era una oficina d'administració d'Hisenda pública, 1 gendarmeria, 1 oficina de correu, 2 oficines bancàries, 3 tallers de reparació d'automòbils i de material agrícola, 2 paletes, 1 guixaire pintor, 2 fusteries, 4 lampisteries, 2 electricistes, 2 perruqueries i 3 restaurants.
Dels 11 establiments comercials que hi havia el 2009, 3 eren botiges de menys de 120 m², 1 una fleca, 2 carnisseries, 1 una llibreria, 1 una botiga de roba, 1 una sabateria i 2 drogueries.
L'any 2000 a Montsalvy hi havia 22 explotacions agrícoles que ocupaven un total de 912 hectàrees.

## Equipaments sanitaris i escolars
El 2009 hi havia 1 farmàcia i 1 ambulància.
El 2009 hi havia una escola elemental. Montsalvy disposava d'un col·legi d'educació secundària amb 122 alumnes.

## Poblacions més properes
El següent diagrama mostra les poblacions més properes.